# 國光里 (大里區)
國光里，臺灣臺中市基層行政區域，位於大里區中央偏西。

## 里名由來
因境內主要道路國光路而得名。

## 地理
國光里面積0.5215平方公里，劃分為20鄰，2,272戶，總人口7,029人（台中縣大里市戶政事務所民國109年1月底戶口統計）。本里東為長榮里，西以國光路為界接新里里與永隆里，南以勝利一路界大元里，北以東榮路與東興里毗連。

## 行政區劃沿革
國光里日治時期位居大里庄大里、內新和涼傘樹三個大字交界處。二次大戰結束後，國民政府接收臺灣，為因應人口增加，行政區歷經多次調整。民國91年（2002年），以大里里、新里里、東興里及西榮里各一部分置國光里。

### 書籍
- 《臺灣地名辭書》卷十二《臺中縣》第二冊，第20-21頁

### 外部連結
- 臺中市大里區公所 沿革